# Drosera banksii

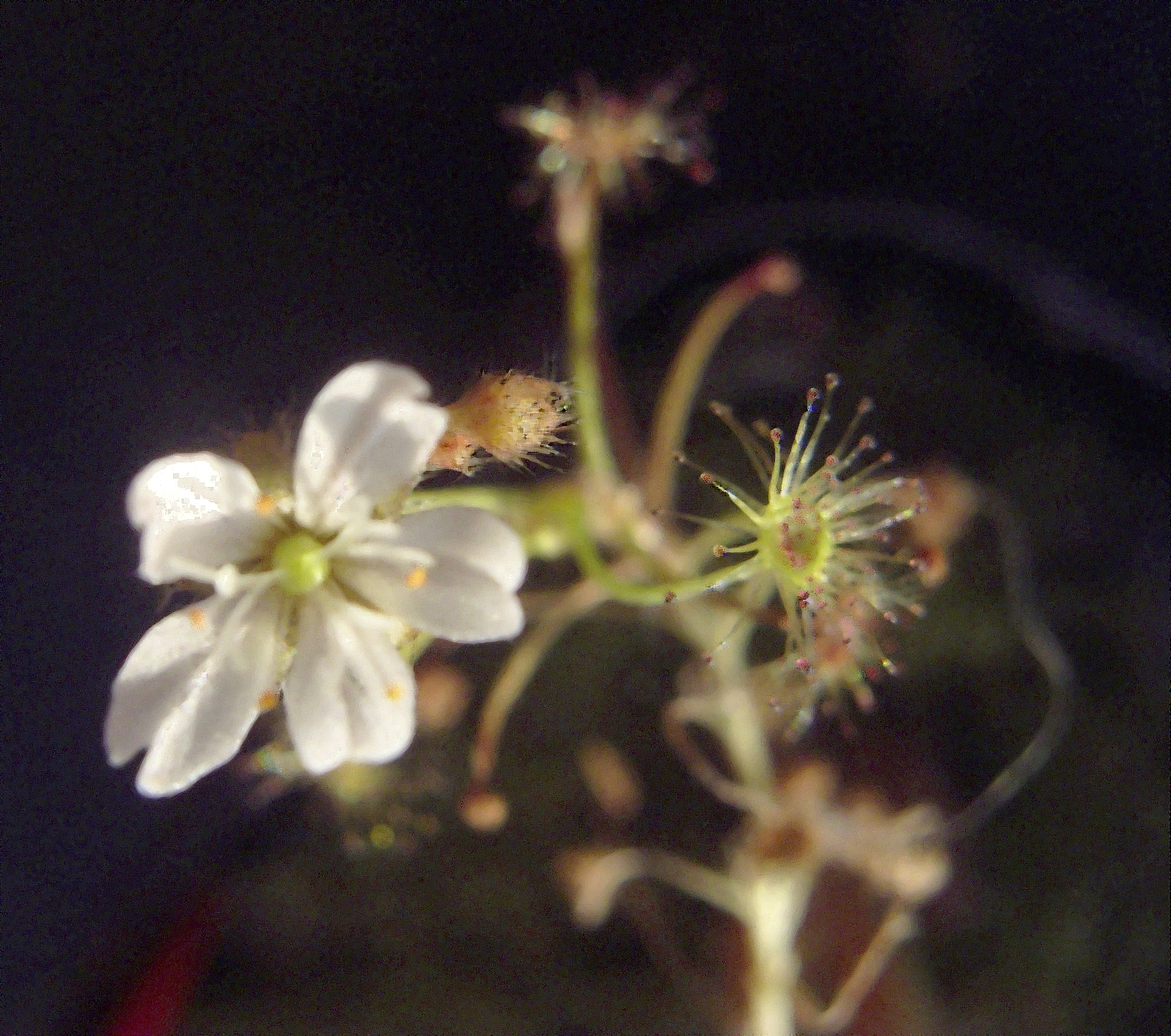
Flores

Drosera banksii es una especie de pequeña planta carnívora anual del género Drosera. 

## Descripción
Está dispuesta en forma circular (roseta) alrededor del tallo con las hojas reniformes y pecioladas. Las flores son de 5 mm y de color blanco.

## Distribución y hábitat
Es nativa del norte de Australia (Queensland, el Territorio del Norte y Australia Occidental) y el sudeste asiático (Papúa Nueva Guinea y Nueva Guinea occidental).

## Taxonomía
D. banksii fue descrito originalmente por Robert Brown y válidamente publicada por Augustin Pyrame de Candolle en 1824. En la actualidad está clasificado en el subgénero Lasiocephala, pero la opinión de expertos es que está fuera de lugar y debe ser reclasificada con la muy afín Drosera subtilis.
Etimología
Drosera: tanto su nombre científico —derivado del griego δρόσος [drosos]: "rocío, gotas de rocío"— como el nombre vulgar —rocío del sol, que deriva del latín ros solis: "rocío del sol"— hacen referencia a las brillantes gotas de mucílago que aparecen en el extremo de cada hoja, y que recuerdan al rocío de la mañana.
banksii: epíteto otorgado en honor del botánico inglés Joseph Banks.